# 金曲乡
金曲乡，是中华人民共和国四川省凉山彝族自治州昭觉县下辖的一个乡镇级行政单位。2021年1月12日，撤销宜牧地乡，将其所属行政区域划归金曲乡管辖。

## 行政区划
金曲乡下辖以下地区：
里火呷妥村、金曲瓦莫村、乃姐村、舍等村、金曲瓦普村、呷朵村和俄尔尔合村，母坚拉提村、宜坚乃姐村、宜牧地村和洼典宜牧地村。